# 电荷守恒定律
本条目中，向量與标量分別用粗體與斜體顯示。例如，位置向量通常用 {\displaystyle \mathbf {r} \,\!} 表示；而其大小則用 {\displaystyle r\,\!} 來表示。
在物理學裏，電荷守恒定律（law of charge conservation）是一種關於電荷的守恆定律。電荷守恒定律有兩種版本，「弱版電荷守恒定律」（又稱為「全域電荷守恒定律」）與「強版電荷守恒定律」（又稱為「局域電荷守恒定律」）。弱版電荷守恒定律表明，整個宇宙的總電荷量保持不變，不會隨著時間的演進而改變。注意到這定律並沒有禁止，在宇宙這端的某電荷突然不見，而在宇宙那端突然出現。強版電荷守恒定律明確地禁止這種可能。強版電荷守恒定律表明，在任意空間區域內電荷量的變化，等於流入這區域的電荷量減去流出這區域的電荷量。對於在區域內部的電荷與流入流出這區域的電荷，這些電荷的會計關係就是電荷守恒。
定量描述，強版定律的方程式是一種連續方程式：
{\displaystyle Q(t_{2})=Q(t_{1})+Q_{IN}-Q_{OUT}}；
其中，{\displaystyle Q(t)}是在時間{\displaystyle t}某設定體積內的電荷量，{\displaystyle Q_{IN}}、{\displaystyle Q_{OUT}}是在時間間隔{\displaystyle [t_{1},t_{2}]}內分別流入與流出這設定體積的電荷量。
上述兩種守恆定律建立於一個基礎原則，即電荷不能獨自生成與湮滅。假設帶正電粒子接觸到帶負電粒子，兩個粒子帶有電量相同，則因為這接觸動作，兩個粒子會變為中性，這物理行為是合理與被允許的。一個中子，也可以因𝛃衰變，生成帶正電的質子、帶負電的電子與中性的反微中子。但是，任何粒子，不可能獨自地改變電荷量。物理學明確地禁止這種物理行為。更仔細地說，像電子、質子一類的亞原子粒子會帶有電荷，而這些亞原子粒子可以被生成或湮滅。在粒子物理學裏，電荷守恆意味著，在那些生成帶電粒子的基本粒子反應裏，雖然會有帶正電粒子或帶負電粒子生成，在反應前與反應後，總電荷量不會改變；同樣地，在那些湮滅帶電粒子的基本粒子反應裏，雖然會有帶正電粒子或帶負電粒子湮滅，在反應前與反應後，總電荷量絕不會改變；
雖然全域電荷守恒定律要求宇宙的總電荷量保持不變，到底總電荷量是多少仍舊是有待研究問題。大多數跡象顯示宇宙的電荷量為零，即正電荷量與負電荷量相同。

## 歷史
美國科學家與政治家富蘭克林於1747年與朋友通信：
在這裡與歐洲，科學家已經發現，並且證實，電火是一種真實的元素或物質種類，不是因摩擦而產生，而是只能從搜集獲得。——班傑明·富蘭克林
學術界歸功富蘭克林為這定律的創建者。「富蘭克林電荷守恒定律」表明，在任何絕緣系統內，總電荷量不變。

## 電磁學表述
流入某體積{\displaystyle \mathbb {V} }的淨電流為
{\displaystyle I=-\oint _{\mathbb {S} }\mathbf {J} \cdot \mathrm {d} ^{2}\mathbf {r} }；
其中，{\displaystyle I}是電流，{\displaystyle \mathbf {J} }是電流密度，{\displaystyle \mathbb {S} }是包圍體積{\displaystyle \mathbb {V} }的閉曲面，{\displaystyle \mathrm {d} ^{2}\mathbf {r} }是微小面向量元素，垂直於{\displaystyle \mathbb {S} }從體積內朝外指出。
應用散度定理，將這方程式寫為
{\displaystyle I=-\int _{\mathbb {V} }\nabla \cdot \mathbf {J} \ \mathrm {d} ^{3}r}。
總電荷量{\displaystyle Q}與體積{\displaystyle \mathbb {V} }內的電荷密度{\displaystyle \rho }的關係為
{\displaystyle Q=\int _{\mathbb {V} }\rho \ \mathrm {d} ^{3}r}。
電荷守恆要求，流入體積{\displaystyle \mathbb {V} }的淨電流，等於體積{\displaystyle \mathbb {V} }內總電荷量{\displaystyle Q}的變率：
{\displaystyle {\frac {\mathrm {d} Q}{\mathrm {d} t}}=I=\int _{\mathbb {V} }{\frac {\partial \rho }{\partial t}}\ \mathrm {d} ^{3}r}。
所以，
{\displaystyle \int _{\mathbb {V} }({\frac {\partial \rho }{\partial t}}+\mathbf {\nabla } \cdot \mathbf {J} \ )\mathrm {d} ^{3}r=0}。
對於任意體積{\displaystyle \mathbb {V} }，上述方程式都成立。所以，可以將被積式提取出來：
{\displaystyle {\frac {\partial \rho }{\partial t}}+\nabla \cdot \mathbf {J} =0}。
電荷守恆方程式又稱為電荷連續方程式。
在十九世紀中期，詹姆斯·馬克士威發現安培定律（原本形式）不能滿足電荷守恆的要求。於是，他將安培定律的方程式加以修正為馬克士威-安培方程式。由於這動作，馬克士威發覺包括這方程式在內的馬克士威方程組，可以用來描述電磁波的物理行為，並且推導出電磁波以光速傳播於自由空間。因此，他正確地斷定光波是一種電磁波。更詳盡細節，請參閱條目馬克士威方程組。
確實無誤，馬克士威方程組已概括了電荷守恆方程式。思考馬克士威-安培方程式，
{\displaystyle \nabla \times \mathbf {B} =\mu _{0}\mathbf {J} +\mu _{0}\epsilon _{0}{\frac {\partial \mathbf {E} }{\partial t}}}；
其中，{\displaystyle \mathbf {B} }是磁場，{\displaystyle \mu _{0}}是磁常數，{\displaystyle \epsilon _{0}}是電常數，{\displaystyle \mathbf {E} }是電場。
取這方程式的散度，
{\displaystyle 0\equiv \nabla \cdot (\nabla \times \mathbf {B} )=\mu _{0}\nabla \cdot \mathbf {J} +\mu _{0}\epsilon _{0}{\frac {\partial (\nabla \cdot \mathbf {E} )}{\partial t}}}。
将高斯定律（ {\displaystyle \nabla \cdot \mathbf {E} =\rho /\epsilon _{0}} ）带入上式，立即得到電荷守恆定律，
{\displaystyle {\frac {\partial \rho }{\partial t}}+\mathbf {\nabla } \cdot \mathbf {J} =0}。

## 規範不變性

### 靜電學
在靜電學裏，電勢乃是相對的，不是絕對的。假設在三維空間的電勢為{\displaystyle \phi =f(\mathbf {r} )}，現將電勢加上一個常數{\displaystyle c}，改為{\displaystyle \phi '=f(\mathbf {r} )+c}，則電場不會改變，這性質稱為規範不變性。由於這性質，必需先設定在某參考位置的電勢，在其它位置的電勢才具有真實物理意義。因此，每一條方程式只會涉及到相對電勢，不會涉及到絕對電勢。
電荷守恆與規範不變性密切相關。這可以用一個思想實驗來論述。假設某種過程可以破壞電荷守恆（假若無法永久地破壞，至少可以暫時地破壞）。這過程會在空間裏電勢為{\displaystyle V_{1}}的某位置{\displaystyle \mathbf {r} _{1}}生成電荷{\displaystyle q}，然後將這電荷遷移至在空間裏電勢為{\displaystyle V_{2}}的位置{\displaystyle \mathbf {r} _{2}}，最後將這電荷湮滅。注意到這過程並沒有破壞全域電荷守恆定律，只破壞了局域電荷守恆定律。
現在規定，在任意位置，生成電荷需要輸入能量{\displaystyle W}，湮滅電荷會釋出能量{\displaystyle W}。由於生成電荷或湮滅電荷的位置是任意位置，{\displaystyle W}不會與相對電勢有關。{\displaystyle W}也不會與絕對電勢有關。那麼，整個過程會使得系統獲得能量{\displaystyle W+qV_{1}-qV_{2}-W}。但是，這樣做會違反能量守恆。為了遵守能量守恆，必需要求局域電荷守恆。所以，由於規範不變性，電荷守恆定律成立。

### 電磁學
在電磁學裏，對電勢與磁向量勢做規範變換，
{\displaystyle \phi '=\phi -{\frac {\partial \Lambda }{\partial t}}}、
{\displaystyle \mathbf {A} '=\mathbf {A} +\nabla \Lambda }；
其中，規範函數{\displaystyle \Lambda (\mathbf {r} ,t)}是任意純量場。
新的電場{\displaystyle \mathbf {E} '}、磁場{\displaystyle \mathbf {B} '}分別為
{\displaystyle \mathbf {E} '=-\nabla \phi '-{\frac {\partial \mathbf {A} '}{\partial t}}=-\nabla \phi -{\frac {\partial \mathbf {A} }{\partial t}}=\mathbf {E} }、
{\displaystyle \mathbf {B} '=\nabla \times \mathbf {A} '=\nabla \times \mathbf {A} =\mathbf {B} }，
分別與舊的電場{\displaystyle \mathbf {E} }、磁場{\displaystyle \mathbf {B} }相同。這性質稱為規範不變性。由於這性質，在規範變換下，馬克士威方程組的形式不變。

### 諾特定理
根據諾特定理，電荷守恆可以理解為由於對稱性而導致的後果。諾特定理表明，每一種守恆定律，必定有其伴隨的物理對稱性。伴隨著電荷守恆的對稱性是電磁場的規範不變性。
採用高斯單位制，張量標記，愛因斯坦求和約定，思考電磁場的拉格朗日密度{\displaystyle {\mathcal {L}}}，
{\displaystyle {\begin{aligned}{\mathcal {L}}&=-\ {\frac {1}{16\pi }}F_{\alpha \beta }F^{\alpha \beta }-\ {\frac {1}{c}}J_{\alpha }A^{\alpha }\\&=-\ {\frac {1}{16\pi }}(\partial _{\alpha }A_{\beta }-\partial _{\beta }A_{\alpha })(\partial ^{\alpha }A^{\beta }-\partial ^{\beta }A^{\alpha })-\ {\frac {1}{c}}J_{\alpha }A^{\alpha }\\\end{aligned}}} ；
其中，{\displaystyle F_{\alpha \beta }}是電磁張量，{\displaystyle c}是光速，{\displaystyle J_{\alpha }}是四維電流密度，{\displaystyle A^{\alpha }}是電磁四維勢。
現在，做一個微小變換
{\displaystyle A'^{\alpha }=A^{\alpha }+\partial ^{\alpha }\Lambda }；
其中，{\displaystyle \Lambda (x^{\alpha })}是規範函數。
新的拉格朗日密度{\displaystyle {\mathcal {L}}'}為
{\displaystyle {\begin{aligned}{\mathcal {L}}'&=-\ {\frac {1}{16\pi }}[\partial _{\alpha }(A_{\beta }+\partial _{\beta }\Lambda )-\partial _{\beta }(A_{\alpha }+\partial _{\alpha }\Lambda )]\ [\partial ^{\alpha }(A^{\beta }+\partial ^{\beta }\Lambda )-\partial ^{\beta }(A^{\alpha }+\partial ^{\alpha }\Lambda )]-\ {\frac {1}{c}}J_{\alpha }(A^{\alpha }+\partial ^{\alpha }\Lambda )\\&=-\ {\frac {1}{16\pi }}(\partial _{\alpha }A_{\beta }-\partial _{\beta }A_{\alpha })(\partial ^{\alpha }A^{\beta }-\partial ^{\beta }A^{\alpha })-\ {\frac {1}{c}}J_{\alpha }(A^{\alpha }+\partial ^{\alpha }\Lambda )\\&={\mathcal {L}}-\ {\frac {1}{c}}J_{\alpha }\partial ^{\alpha }\Lambda \\\end{aligned}}} 。
在這種規範變換下，拉格朗日密度不是不變量，但是作用量{\displaystyle {\mathcal {I}}=\int _{\mathbb {V} }{\mathcal {L}}\ \mathrm {d} ^{4}x}是不變量：
{\displaystyle {\mathcal {I}}'-{\mathcal {I}}=-\ {\frac {1}{c}}\int _{\mathbb {V} }J_{\alpha }\partial ^{\alpha }\Lambda \mathrm {d} ^{4}x=-\ {\frac {1}{c}}\int _{\mathbb {V} }\partial ^{\alpha }(J_{\alpha }\Lambda )\mathrm {d} ^{4}x+\ {\frac {1}{c}}\int _{\mathbb {V} }\Lambda \partial ^{\alpha }J_{\alpha }\mathrm {d} ^{4}x}；
其中，{\displaystyle \mathbb {V} }是四維積分體積。
應用散度定理，四維體積積分{\displaystyle \int _{\mathbb {V} }\partial ^{\alpha }(J_{\alpha }\Lambda )\mathrm {d} ^{4}x}可以變為一個三維曲面積分。將{\displaystyle \mathbb {V} }增大，使得表面不存在任何四維電流{\displaystyle J_{\alpha }}，則這項目等於零。那麼，
{\displaystyle {\mathcal {I}}'-{\mathcal {I}}={\frac {1}{c}}\int _{\mathbb {V} }\Lambda \partial ^{\alpha }J_{\alpha }\mathrm {d} ^{4}x}。
注意到{\displaystyle \Lambda }是任意函數，所以，假若作用量{\displaystyle {\mathcal {I}}}是規範不變量，則必定導致
{\displaystyle \partial ^{\alpha }J_{\alpha }=0}。

### 規範場論
採用高斯單位制，自旋1/2粒子的旋量場的狄拉克拉格朗日密度為
{\displaystyle {\mathcal {L}}=i\hbar c{\overline {\psi }}\gamma ^{\mu }\partial _{\mu }\psi -mc^{2}{\overline {\psi }}\psi }；
其中，{\displaystyle \hbar }是約化普朗克常數，{\displaystyle c}是光速，{\displaystyle \gamma ^{\mu }}是狄拉克矩陣（Dirac matrix），{\displaystyle \psi }是四維旋量，{\displaystyle {\overline {\psi }}}是{\displaystyle \psi }的狄拉克伴隨（Dirac adjoint），{\displaystyle m}是粒子質量。
對於全域規範變換，
{\displaystyle \psi '=\psi e^{i\theta }}；
其中，{\displaystyle \theta }是常數相移。
在全局規範變換下，拉格朗日密度{\displaystyle {\mathcal {L}}}是不變量：
{\displaystyle {\begin{aligned}{\mathcal {L}}'&=i\hbar c{\overline {\psi '}}\gamma ^{\mu }\partial _{\mu }\psi '-mc^{2}{\overline {\psi '}}\psi '\\&=i\hbar c{\overline {\psi }}e^{-i\theta }\gamma ^{\mu }\partial _{\mu }(\psi e^{i\theta })-mc^{2}{\overline {\psi }}e^{-i\theta }\psi e^{i\theta }\\&=i\hbar c{\overline {\psi }}\gamma ^{\mu }\partial _{\mu }\psi -mc^{2}{\overline {\psi }}\psi \\&={\mathcal {L}}\\\end{aligned}}} 。
可是，對於局域規範變換，{\displaystyle \theta =\theta (x^{\mu })}不是常數。在局域規範變換下，由於{\displaystyle \partial _{\mu }(\psi e^{i\theta })=(\partial _{\mu }\psi )e^{i\theta }+i(\partial _{\mu }\theta )\psi e^{i\theta }}，拉格朗日密度{\displaystyle {\mathcal {L}}}不是不變量：
{\displaystyle {\mathcal {L}}'={\mathcal {L}}-\hbar c(\partial _{\mu }\theta ){\overline {\psi }}\gamma ^{\mu }\psi }。
因此，必需添加額外項目，才能使{\displaystyle {\mathcal {L}}}成為不變量。猜想新拉格朗日密度的形式為
{\displaystyle {\mathcal {L}}_{1}=i\hbar c{\overline {\psi }}\gamma ^{\mu }\partial _{\mu }\psi -mc^{2}{\overline {\psi }}\psi -q{\overline {\psi }}\gamma ^{\mu }\psi A_{\mu }}；
其中，{\displaystyle A_{\mu }}是新添加的四維向量場。
假設，對於局域規範變換，{\displaystyle A'_{\mu }=A_{\mu }+\partial _{\mu }\Lambda }。那麼，在局域規範變換下，
{\displaystyle {\mathcal {L}}'_{1}={\mathcal {L}}_{1}-\hbar c(\partial _{\mu }\theta ){\overline {\psi }}\gamma ^{\mu }\psi +q{\overline {\psi }}\gamma ^{\mu }\psi \partial _{\mu }\Lambda }。
設定{\displaystyle \Lambda =-\hbar c\theta /q}，則拉格朗日密度{\displaystyle {\mathcal {L}}_{1}}成為規範不變量。但是四維向量場{\displaystyle A_{\mu }}的物理意義仍舊不清楚。
思考自旋為1、質量為{\displaystyle m}的粒子的四維向量場，其普羅卡拉格朗日密度（Proca Lagrangian）為
{\displaystyle {\mathcal {L}}_{P}=-\ {\frac {1}{16\pi }}(\partial _{\alpha }A_{\beta }-\partial _{\beta }A_{\alpha })(\partial ^{\alpha }A^{\beta }-\partial ^{\beta }A^{\alpha })+{\frac {m^{2}c^{2}}{8\pi \hbar ^{2}}}A^{\nu }A_{\nu }}。
在局域規範變換下，這方程式右手邊第一個項目是不變量，但第二個項目不是不變量。假設粒子不具質量{\displaystyle m=0}，則可除去第二個項目。將這粒子不具質量的普羅卡拉格朗日密度與拉格朗日密度{\displaystyle {\mathcal {L}}_{1}}綜合在一起，所得到的拉格朗日密度{\displaystyle {\mathcal {L}}_{2}}是規範不變量：  
{\displaystyle {\mathcal {L}}_{2}=i\hbar c{\overline {\psi }}\gamma ^{\mu }\partial _{\mu }\psi -mc^{2}{\overline {\psi }}\psi -\ {\frac {1}{16\pi }}(\partial _{\alpha }A_{\beta }-\partial _{\beta }A_{\alpha })(\partial ^{\alpha }A^{\beta }-\partial ^{\beta }A^{\alpha })-q{\overline {\psi }}\gamma ^{\mu }\psi A_{\mu }}。
假設{\displaystyle A_{\mu }}是電磁四維勢、四維電流密度{\displaystyle J_{\mu }}是{\displaystyle J_{\mu }=cq{\overline {\psi }}\gamma ^{\mu }\psi }、電磁張量{\displaystyle F_{\alpha \beta }}是{\displaystyle F_{\alpha \beta }=\partial _{\alpha }A_{\beta }-\partial _{\beta }A_{\alpha }}，那麼，{\displaystyle {\mathcal {L}}_{2}}表示為
{\displaystyle {\mathcal {L}}_{2}=i\hbar c{\overline {\psi }}\gamma ^{\mu }\partial _{\mu }\psi -mc^{2}{\overline {\psi }}\psi -\ {\frac {1}{16\pi }}(F_{\alpha \beta }F^{\alpha \beta })-{\frac {1}{c}}J^{\mu }A_{\mu }}。
這方程式右手邊前面兩個項目是描述電子或正子的狄拉克場的拉格朗日密度，後面兩個項目則是以光子為媒介的電磁場的拉格朗日密度。對於{\displaystyle A_{\mu }}的拉格朗日方程式為馬克士威方程組：
{\displaystyle \partial ^{\mu }F_{\mu \nu }-{\frac {4\pi }{c}}J^{\mu }=0}。
規範不變性有很多可被檢驗的後果。例如，局域規範不變性要求光子不具有質量。因此，假若做實驗能夠精確地證實光子不具有質量，這也會成為電荷守恆的強證據。
可是，甚至當物理系統具有完全的規範不變性時，假若電荷從正常的三維空間漏入隱藏的額外維度，則仍舊會有可能發生電荷不守恆現象。

## 實驗證據
假若電荷不永遠守恆，則可能會發生粒子衰變。檢驗電荷守恆最好的實驗方法就是尋找這些粒子衰變。至今為止，物理學者尚未能找到任何這類衰變。例如，對於電子衰變為微中子與光子的反應，物理學者試著偵測這反應產生的高能光子：
|  | {\displaystyle e\to \nu _{e}+\gamma } | 平均壽命大於4.6×1026年（90% 置信水平）。 |

但是，有理論提出，即使電荷不永遠守恆，這種生成高能光子的衰變反應也永遠不會發生。當然，也有實驗試著偵測不產生高能光子的衰變，或者一些比較不尋常的電荷破壞過程，例如，電子可能會自發變成正电子、電子移入其它維度。最優良的實驗值限為
|  | {\displaystyle e\to }任意粒子             | 平均壽命大於6.4×1024年（68% 置信水平）                                  |
|  | {\displaystyle n\to p+\nu +{\bar {\nu }}} | 對於所有中子衰變事件，電荷不守恆衰變的發生率低於8×10−27（68% 置信水平） |

## 參閱
- 電容器－儲存電荷的元件。
- 克希荷夫電路定律－應用電荷守恆於電路。
- 守恆定律與對稱性（Conservation Laws and Symmetry）
- 規範理論入門（Introduction to Gauge Theory）－關於規範不變性與電荷守恆的進階論述。